# Дубин, Ибрагим Хусаинович
Ибрагим Хусаинович Дубин (1921—1996) — младший лейтенант Советской Армии, участник Великой Отечественной войны, Герой Советского Союза (1943).

## Биография
Ибрагим Дубин родился 16 мая 1921 года в Астрахани. В 1937 году окончил восемь классов школы. В 1939 году Дубин был призван на службу в Рабоче-крестьянскую Красную Армию. В 1940 году он окончил  Ульяновское пехотное училище. С июня 1941 года — на фронтах Великой Отечественной войны. К сентябрю 1943 года младший лейтенант Ибрагим Дубин командовал 7-й ротой 3-го батальона 360-го стрелкового полка 74-й стрелковой дивизии 13-й армии Центрального фронта. Отличился во время битвы за Днепр.
23-25 сентября 1943 года рота Дубина вела бои на плацдарме на западном берегу Днепра в районе деревни Берёзки Брагинского района Гомельской области Белорусской ССР. Дубин, увлекая за собой бойцов, первым ворвался в деревню и лично уничтожил пулемёт противника, а также его средства связи. Продолжая наступление, рота достигла деревни Посудово. Когда её продвижению вперёд стал мешать пулемётный огонь, Дубин уничтожил расчёт и захватил пулемёт, начав вести из него по противнику огонь.
Указом Президиума Верховного Совета СССР от 16 октября 1943 года за «проявленные мужество и героизм» младший лейтенант Ибрагим Дубин был удостоен высокого звания Героя Советского Союза с вручением ордена Ленина и медали «Золотая Звезда» за номером 1866.
В 1946 году Дубин был уволен в запас. Проживал в Астрахани, работал на опытном машиностроительном заводе. Скончался 18 мая (по другим сведениям — 17 июня) 1996 года.

## Семья
Дочь Нелли Ибрагимовна Довгалева (р. в 1946 г.) — певица (сопрано), народная артистка РСФСР, заслуженная артистка РФ.

## Награды и звания
Награждён орденами Отечественной войны I и II степеней, рядом медалей.

## Память
- Имя Героя размещено на Аллее Славы в Комарине (Гомельская область, Беларусь), с портретом и биографией[2].